# Georg Johannes Conradi
Georg Johannes Conradi (* 27. Februar 1679 in Riga; † 7. September 1747 in Rendsburg) war ein deutscher lutherischer Theologe.

## Leben
Georg Johannes Conradi, der als Sohn eines Handwerkers in Riga am 27. Februar 1679 geboren wurde, besuchte in seiner Heimatstadt eine Schule und studierte anschließend an der Universität Halle Theologie. Zunächst wollte er Dozent werden, diesen Gedanken verwarf er jedoch und zog nach Stade, weil dort einige seiner Verwandten lebten. Dort wurde er schließlich  Militärprediger, behielt die Stelle während seines Umzuges nach Hamburg inne und wollte dort auch eine Stelle als Pfarrer am Dom antreten. Weil eine Bestätigung der Vokation ausblieb, wurde er stattdessen Pfarrer der deutschen Gemeinde in Stockholm; in diesem Amt verweilte er bis zum Jahre 1720. Dort heiratete er; reiste im August desselben Jahres nach Kopenhagen und wurde 1721 dort Hofprediger. 1728 gab er die Stelle auf, um Generalsuperintendent in Rendsburg für Schleswig-Holstein zu werden. Darüber hinaus war er Oberkonsistorialrat, Propst für Gottorf und Rendsburg sowie Kirchendirektor. Am 7. September 1747 verstarb Conradi in Rendsburg.